# ルイーズ・ダルトワ
ルイーズ・マリー・テレーズ・ダルトワ（フランス語: Louise Marie Thérèse d'Artois, 1819年9月21日 - 1864年2月1日）は復古ブルボン朝期のフランスの王族で、パルマ公カルロ3世の妃。
イタリア語名はルイーザ・マリーア・ディ・ボルボーネ＝フランチア（Luisa Maria di Borbone-Francia）。

## 生涯
シャルル10世の次男シャルル・フェルディナン・ダルトワとその妻で両シチリア王フランチェスコ1世の娘であるマリー・カロリーヌの間の長女としてパリのエリゼ宮で生まれた。弟はフランス王位請求者アンリ・ダルトワ（シャンボール伯）。
1830年の七月革命勃発後、祖父シャルル10世、伯父アングレーム公夫妻、弟アンリらと共にフランスから亡命した。母マリー・カロリーヌは1832年、ルイ・フィリップ1世を追い落として息子アンリを王位につけようとクーデターを起こそうとした際に逮捕され、エットーレ・ルケージ・パッリ伯爵との秘密結婚が明らかとなり、それに怒ったシャルル10世によりブルボン家から縁を切られた。そのため、ルイーズとアンリは幼い頃から懐いていた伯母のアングレーム公夫人マリー・テレーズに養育された。
1845年に亡命先のゴリツィアのグラッファンベルク城からパルマ公カルロ3世に嫁ぎ、最後のパルマ公ロベルト1世など4人の子供をもうけた。
1854年に夫カルロ3世が暗殺された後、息子ロベルト1世の摂政となるが、1859年に起こった第二次イタリア独立戦争により、息子とともにその地位を追われると、オーストリアの保護を求めてヴェネツィアに逃がれた。その後、様々な復権運動が起きたものの、全て失敗に終わり、1864年にヴェネツィアのパラッツォ・ジュスティニアンで死去した。

## 子女
- マルゲリータ（1847年 - 1893年） - カルリスタのスペイン王位請求者マドリード公カルロスと結婚
- ロベルト1世（1848年 - 1907年） - 最後のパルマ公
- アリーチェ（1849年 - 1935年） - トスカーナ大公フェルディナンド4世と結婚
- エンリーコ（1851年 - 1905年） - バルディ伯

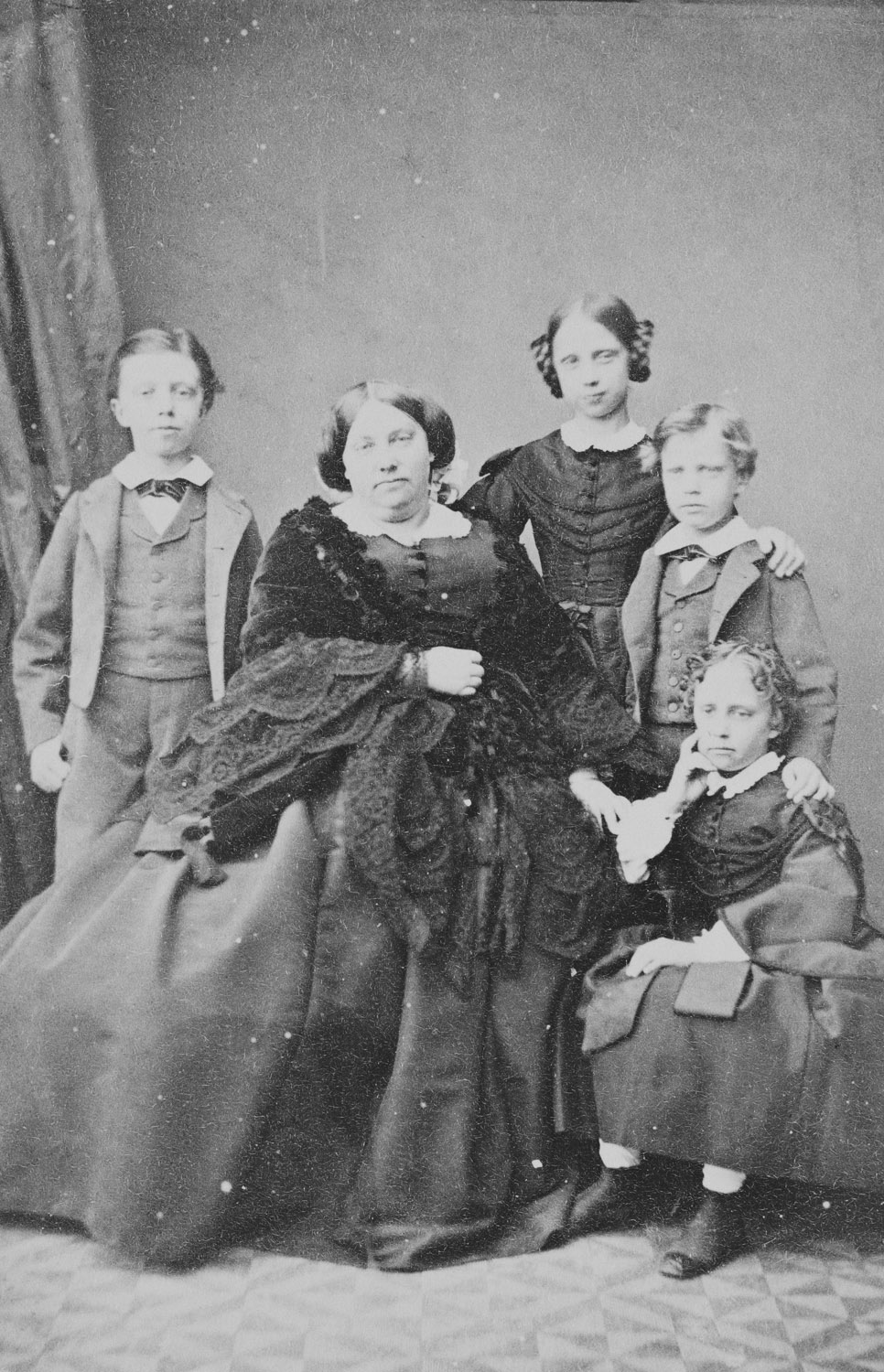
パルマ公妃ルイーズと子供たち（1860年）